# 한국농식품미래연구원
한국농식품미래연구원은 농수산식품의 유통, 수출 및 생산에 대한 현장 활동 중심의 연구와 자문활동 및 컨설팅, 정보교류 등을 통해 농수산식품 산업의 선진화 및 발전에 기여할 목적으로 2011년 9월 30일 설립 허가된 대한민국 농림수산식품부 소관의 사단법인이다. 사무실은서울특별시 서초구 강남대로 10길 41, 금관빌딩 401호, 경기도 안양시 동안구 엘에스로 136, 1012호에 있다.

## 주요 사업
- 농수산식품의 유통 및 수출 선진화를 위한 연구 및 지도
- 농수산식품 산업의 발전을 위한 각종 학술조사, 정책연구, 국내외 정보교류 등 산·학·연 협력활동
- 농수산식품 산업의 경영활성화를 위한 인력양성 및 자문활동
- 소비자에게 안전하고 위생적인 식품 제공을 위한 진단, 평가
- 농수산식품 산업의 발전을 위한 각종 간행물의 저술 및 발간
- 기타 법인의 목적 달성을 위해 필요한 사업